# Forts (jeu vidéo)
Pour les articles homonymes, voir Fort.
Forts est un jeu vidéo 2D de stratégie en temps réel développé et publié par le studio australien EarthWork Games,. Le jeu est officiellement sorti le 19 avril 2017 alors que le développement a commencé en mars 2003. À l'origine, Forts était un jeu basé sur la construction de ponts. Le 6 octobre 2017, Forts s'est déjà vendu à plus de 120 000 exemplaires,. Dans Forts, le joueur établit sa base tout en se défendant et acquiert des armes au travers d'arbres de technologies qui lui permettent de détruire son adversaire.

## Trame
Dans un monde futur apocalyptique, le pétrole est devenu une ressource rare et convoité de tous. Les trois grandes puissances mondiales, caricaturales des États-Unis (Empire de l'Aigle), de la Russie (Alliance de l'Ours de Fer) et de la Chine (l'Armée du Dragon) se disputent entre eux pour capturer les dernier gisements de pétrole, dont une rumeur laissant présager un super gisement. Le présentateur Sal Vaux de Facts News explique alors durant des cinématiques comment la pénurie de pétrole brut a entraîné la construction de fortifications autour des dernières réserves de la planète,,.

## Système de jeu

### Commandants
Les commandants, qui s’élèvent au nombre de 9, permet au joueur d'avoir des actions spéciales. Chaque commandants ont des actions passives et actives. Lorsque le joueur absorbe ou inflige des dégâts, un compteur se remplit progressivement, et lorsqu'il est rempli, le joueur peut alors activer les actions actives, qui peuvent renverser le cours des choses.